# 철원종합운동장
철원종합운동장(鐵原綜合運動場, Cheorwon Stadium)은 대한민국 강원특별자치도 철원군에 있는 스포츠 시설이다. 천연잔디 필드와 몬도트랙이 갖춰져 있는 경기장이며, 1996년에 준공되었다.

## 참고 문헌
- “철원종합운동장”. 철원군체육회.
- 《2019년 전국 공공체육시설 현황 (2018년말 기준)》. 대한민국 문화체육관광부. 2020.
- 《2023 전국 공공체육시설 현황 (2022년 12월말 기준)》. 대한민국 문화체육관광부. 2024.

## 같이 보기
- 철원종합운동장 보조경기장
- 강원 FC B